# Beatriz (Caguas)
Beatriz es un barrio ubicado en el municipio de Caguas en el Estado Libre Asociado de Puerto Rico. En el Censo de 2010 tenía una población de 4353 habitantes y una densidad poblacional de 273,91 personas por km².

## Geografía
Beatriz se encuentra ubicado en las coordenadas 18°10′23″N 66°4′37″O / 18.17306, -66.07694. Según la Oficina del Censo de los Estados Unidos, Beatriz tiene una superficie total de 15.89 km², de la cual 15.89 km² corresponden a tierra firme y (0.03%) 0.01 km² es agua.

## Demografía
Según el censo de 2010, había 4353 personas residiendo en Beatriz. La densidad de población era de 273,91 hab./km². De los 4353 habitantes, Beatriz estaba compuesto por el 68.76% blancos, el 13% eran afroamericanos, el 0.62% eran amerindios, el 0.05% eran asiáticos, el 0.02% eran isleños del Pacífico, el 12.27% eran de otras razas y el 5.28% pertenecían a dos o más razas. Del total de la población el 99.47% eran hispanos o latinos de cualquier raza.